# Anthela protocentra
Anthela protocentra là một loài bướm đêm thuộc họ Anthelidae. Loài này có ở Úc.